# Muzeum české loutky a cirkusu
Muzeum české loutky a cirkusu je detašovaným pracovištěm Národního muzea v Prachaticích v Jihočeském kraji se stálou expozicí propojující české loutkářství, cirkusy a kouzelnictví.

## Historie

### Budova
Nachází se v renesančním domě čp. 43 na Velkém náměstí, do dnešní podoby přestavěném v druhé polovině 16. století, jehož fasáda byla v 19. století přetvořena v klasicistním stylu. V roce 2004 proběhla rekonstrukce domu, při které byla pod silnou vrstvou omítek odhalena a rekonstruována původní renesanční podoba fasády. Objekt se nachází na území městské památkové rezervace a v roce 1958 byl prohlášen kulturní památkou díky dochovaným prvkům z renesančního období, jako jsou klenby, nad přízemím, sklepy nebo zdivo v prvním patře.

### Muzeum české loutky a cirkusu
Muzeum bylo otevřeno veřejnosti v roce 2006 v historickém centru města na Velkém náměstí i přes původní nesouhlas zastupitelstva města. V letech 2006 a 2007 muzeum organizovalo kouzelnický festival s názvem Stará škola kouzel.

## Popis
Stálá výstava muzea obsahuje exponáty týkající se historie českých loutek a cirkusového a varietního umění. Sbírky obsahují kopie známých českých loutek, jako je například Spejbl a Hurvínek, vystavena jsou i rodinná loutková divadla. Výstavní prostory věnované cirkusům se soustředí nejen na historii a proprietám slavných českých cirkusových rodů, jako byli třeba Kludští, ale obsahují i kouzelnické a žonglérské náčiní. Vystaveny jsou také voskové figuríny z počátku 90. let 19. století.
Muzeum každý rok pořádá i několik tematických výstav krátkodobých, v minulosti mezi nimi byly expozice o Chartě 77, životě v maringotkách, čertech, klaunech či výstava vánočních pohlednic.
Široké veřejnosti jsou určeny také divadelní a výtvarné programy, společenská setkání a přednášky.

## Zajímavosti
- Návštěvníci mají možnost si v sále zkusit zahrát vlastní představení.[14]
- Společnost se pravidelně účastní Muzejní noci.[2]
- Muzeum nabízí vzdělávací program pro návštěvníky ze základních škol, při kterém děti expozicí provází loutky,[15] a komentované prohlídky pro veřejnost.[6]
- Muzeum prodává turistickou známku č. 1513.[14]